# Канада, Ясумаса
Ясумаса Канада (яп. 金田 康正 Канада Ясумаса, 1949, Химэдзи — 11 февраля 2020) — японский математик.
Ясумаса Канада стал известен в научных кругах своими работами по исчислению числа пи (его значения после запятой). С 1997 года он — профессор информатики Токийского университета.

## Вычисление числа π
До сегодняшнего дня Ясумасе Канаде принадлежит рекорд по исчислению значения числа пи. Так, суперкомпьютер Hitachi SR 8000/MPP вычислил 1,2411 триллионов знаков пи после запятой. Скорость вычислений компьютера — 2 триллиона операций в секунду, а оперативная память — 1 терабайт. Эти вычисления состоялись 6 декабря 2002 года и длились более 400 часов. Вычисления велись по формулам Мэчина, однако также использовались другие алгоритмы: Брента—Саламина, Борвейнов и др. В 1995 году была создана специальная формула Бейли—Борвейна—Плауффа:
{\displaystyle \sum _{k=0}^{\infty }{1 \over 16^{k}}({4 \over 8k+1}-{2 \over 8k+4}-{1 \over 8k+5}-{1 \over 8k+6})}
Ранее, в 1981 году, Ясумаса вычислил значение числа пи до двух миллионов знаков после запятой. В 1995 было известно 6 миллиардов знаков. К 1997 году он мог рассчитать 51 539 600 000 знаков после запятой. В 1999 — 206 158 430 000 знаков.